# Draba aubrietoides
Draba aubrietoides är en korsblommig växtart som beskrevs av Saiyad Masudal Saiyid Masudul Hasan Jafri. Draba aubrietoides ingår i släktet drabor, och familjen korsblommiga växter. Inga underarter finns listade i Catalogue of Life.